# Joris van der Haagen

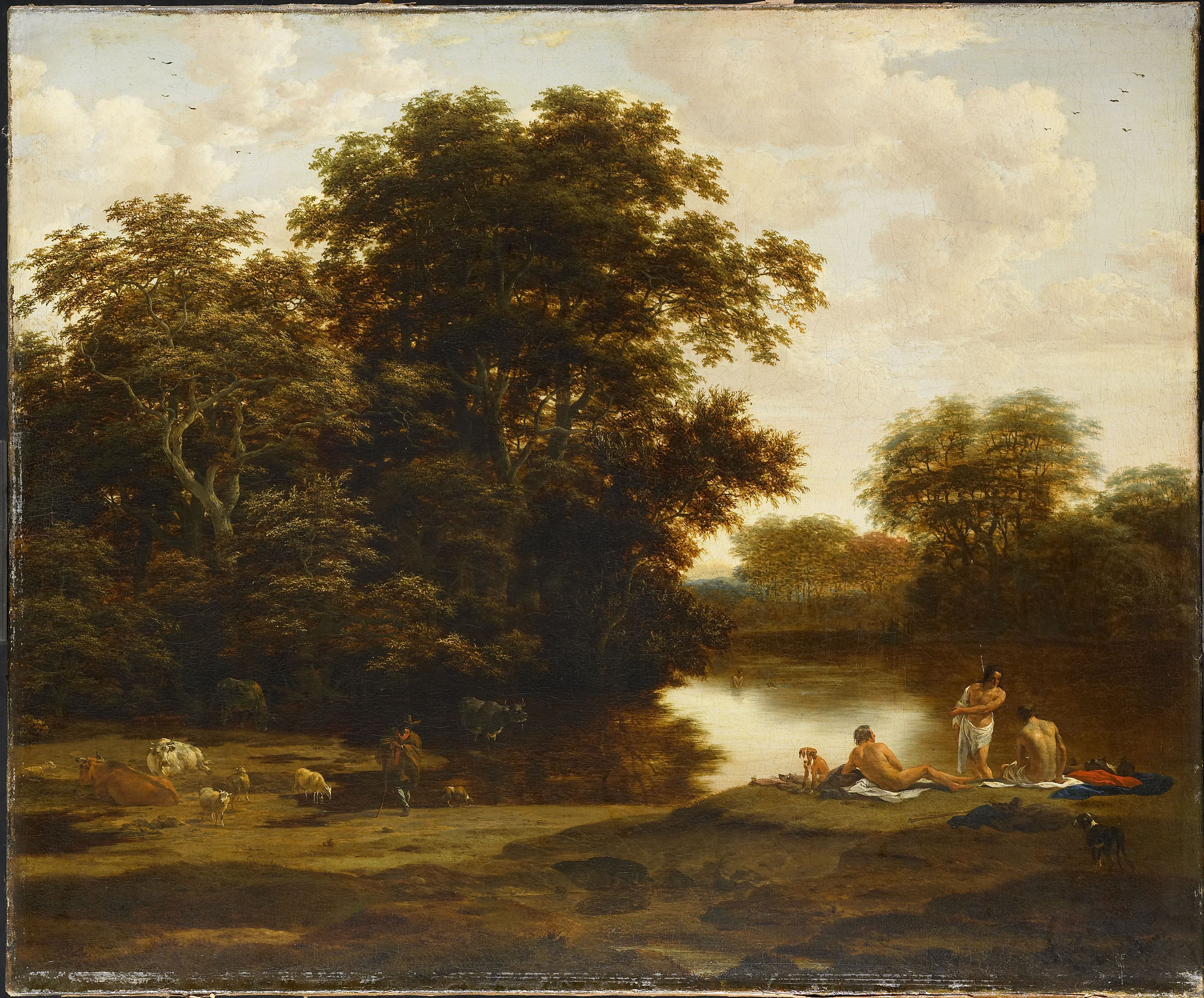
Pejzaż z kąpiącymi się, 1669

Joris van der Haagen (ur. ok. 1615 w Arnhem, pochowany 23 maja 1669 w Hadze) – holenderski malarz barokowy.

## Życiorys
Był synem i uczniem malarza z Arnhem Abrahama van der Haagena. Po śmierci ojca przeniósł się do Hagi, gdzie działał do śmierci. W 1643 roku został przyjęty do gildii św. Łukasza i w 1653 został jej dziekanem. Ostatecznie gildię opuścił w 1656, by zostać członkiem założycielem Confrérie Pictura, bractwa malarzy haskich, niezadowolonych z działalności gildii św. Łukasza.

## Twórczość
Joris van der Haagen malował przede wszystkim pejzaże, najczęściej były to przedstawienia leśnych zakątków Geldrii. Wykonywał też panoramy okolic Hagi, Arnhem i Maastricht, malował również dolinę Renu. Wykonanie sztafaży zlecał innym malarzom, jego współpracownikami byli m.in. Paulus Potter, Jan Wijnants i Nicolaes Berchem.